# Golf Course Superintendents Association of America
La Golf Course Superintendents Association of America (GCSAA) est une association américaine qui regroupe les directeurs de terrain de golf. Sa mission est de vitaliser ce sport et ses infrastructures.

## Description
Elle est fondée en 1926 lorsque 60 directeurs se rencontrent au Sylvania Country Club de Toledo dans l'Ohio et décident de former la National Association of Greenkeepers of America (NAGA). L'organisme se spécialise dans la gestion des terrains de golf et aide les directeurs membres à mieux se faire reconnaître du public. Les bureaux de l'association sont situés à Lawrence dans le Kansas. La GCSAA offre chaque année le prix Old Tom Morris Award. En 1985, celui-ci avait été remporté par le président américain Gerald Ford. 